# Nepalmatoiulus operculatus
Nepalmatoiulus operculatus är en mångfotingart som beskrevs av Henrik Enghoff 1987. Nepalmatoiulus operculatus ingår i släktet Nepalmatoiulus och familjen kejsardubbelfotingar. Inga underarter finns listade i Catalogue of Life.